# Ignacio Biosca
Pour les articles homonymes, voir Biosca (homonymie).
Ignacio Biosca García, né le 17 juillet 1995 à Barcelone, est un handballeur espagnol. Il évolue au poste de gardien de but au HBC Nantes depuis mars 2024,.

## Carrière
Ignacio Biosca intègre en 2011 le FC Barcelone mais n'évolue qu'en équipe réserve à l'exception de 4 matchs où il ne réalise aucun arrêt. Ainsi, ce n'est qu'à l'Ademar León à compter de 2014 que débute réellement sa carrière de haut-niveau, réalisant ainsi 173 arrêts en 30 matchs pour sa première saison.